# Peter Frenkel

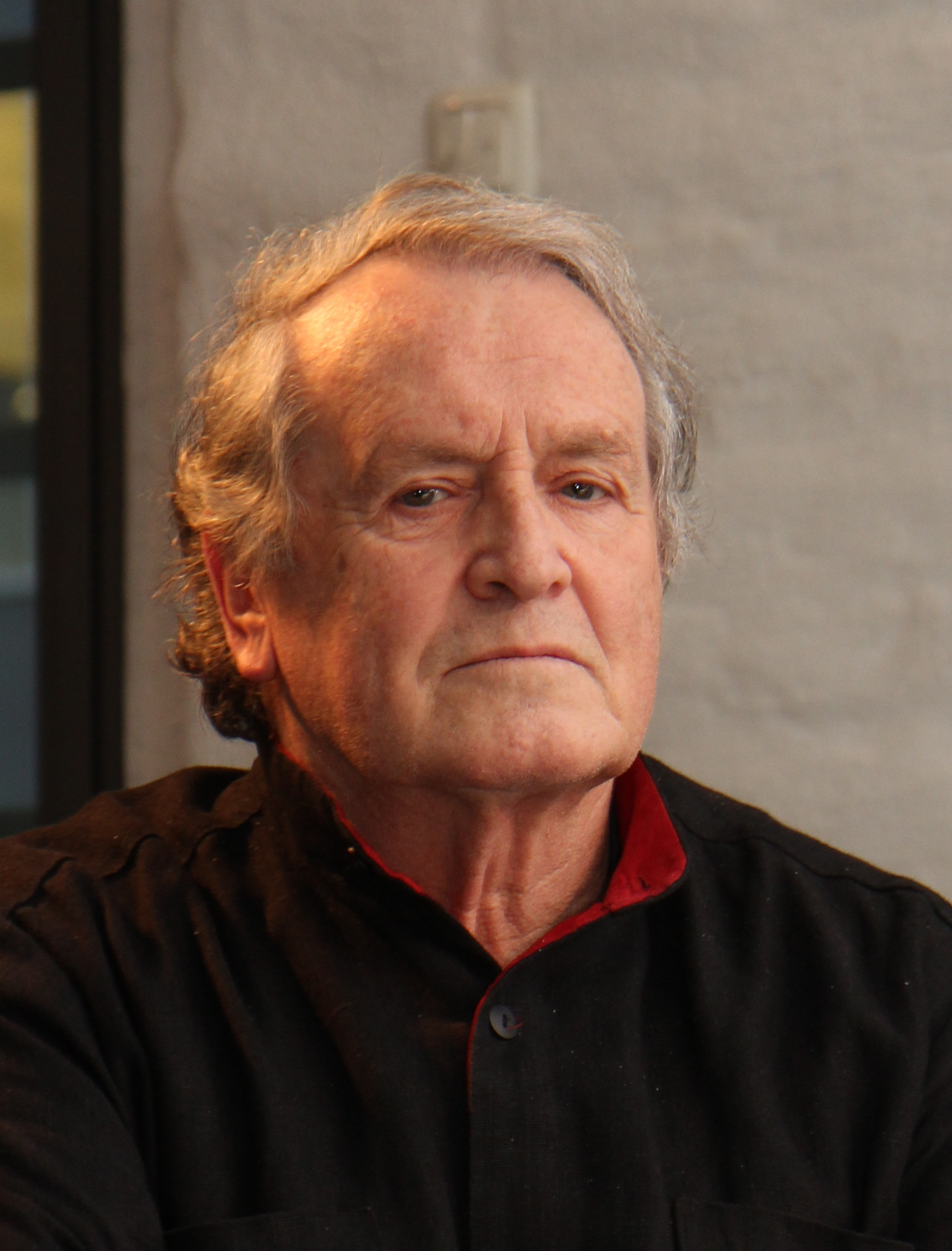
Peter Frenkel (2018)

Peter Frenkel (* 13. Mai 1939 in Eckartsberga, Provinz Sachsen) ist ein deutscher Leichtathlet und Olympiasieger, der in den 1960er und 1970er Jahren – für die DDR startend – zu den weltbesten 20-km-Gehern gehörte. Sein größter Erfolg ist der Olympiasieg 1972 in München (1:26:43 h). Vier Jahre später, bei den Olympischen Spielen in Montréal, gewann er die Bronzemedaille.
Er nahm bereits an den Olympischen Spielen 1968 teil, wo er Zehnter wurde (1:37:21 h). Bei den  Europameisterschaften 1971 wurde er Vierter (1:27:52,8 h), bei den Europameisterschaften 1974 gab er das Rennen vorzeitig auf.
1972, im Jahr seines Olympiasieges, hatte Peter Frenkel in einer Unterdruckkammer der DDR-Fluggesellschaft Interflug trainiert und damit Höhenbedingungen simuliert.
Während seiner Laufbahn stellte er zwei Weltrekorde im 20.000-Meter-Bahngehen auf, den ersten 1970 (1:25:50 h), den zweiten 1972 (1:25:19,4 h; zeitgleich mit Hans-Georg Reimann).
Beim Armeesportklub brachte es Peter Frenkel bis zum Major der NVA. Er studierte später Fotografie und wurde in der DDR ein bekannter Sportfotograf.
Von 1991 bis 1998 war er Vizepräsident der Gemeinschaft Deutscher Olympiateilnehmer (GDO). Danach wurde er Pressesprecher des Leichtathletik-Klubs OSC Potsdam.
Peter Frenkel startete für den ASK Vorwärts Potsdam und trainierte bis 1968 bei Wilhelm Kustak und danach bei Hans-Joachim Pathus (später bis 2004 Geher-Bundestrainer). In seiner aktiven Zeit war er 1,82 m groß und wog 76 kg.

## Auszeichnungen (Auswahl)
- 1972 und 1976[1] – Vaterländischer Verdienstorden in Silber